# Farmington (Maine)
Pour les articles homonymes, voir Farmington.
La ville de Farmington est le siège du comté de Franklin, situé dans le Maine, aux États-Unis. Lors du recensement de 2010, elle comptait 7 760 habitants.

## Géographie
Selon le United States Census Bureau, la ville a une superficie totale de 144,57 km2 (55,82 miles carrés). Farmington est drainée par plusieurs rivières et ruisseaux : Wilson Stream, Temple Stream,  Beaver Brook et la rivière Sandy.
La ville est traversée par les Routes 2, 4, 27, 43, 133 et 149. Elle est entourée des villes de Sharon à l'est,  Chesterville, au sud, Wilton vers le sud-ouest, Temple à l'Ouest, Strong et New Vineard au nord.

## Histoire
La région était autrefois le territoire de la tribu Canibas et des Indiens Abénaquis. Ils habitaient deux villages situés près de Farmington Falls, Narrantsouac et  Norridgewock ; ils cultivaient du maïs et des pommes de terre. La palissade de leur  fort entourait environ un hectare au centre de ce qui est aujourd'hui le village de Farmington Falls. La région fut abandonnée  après la Guerre anglo-wabanaki en 1724. Inhabitée pour quelques années ; mais  des amérindiens du Canada et des trappeurs venus du sud parcouraient et campaient dans la région. Des colons venu de Topsham sont arrivés en 1776 pour explorer la région et s'établir à un endroit appelée Plantation No:1 ou Sandy River (un affluent de la rivière Kennebec), mais la colonie permanente a été retardée par la guerre d'indépendance. En 1781 huit familles hivernèrent à Farmington pour la première fois. Les nouveaux habitants decidèrent de construire un pont sur Wilson stream près des chutes, et un moulin à scie. En 1782, 12 nouveaux habitants venus d'Augusta joignirent la communauté. À partir de la fin du 19ᵉ siècle, le Maine utilisait un système de petits chemins de fer qui fonctionnaient sur des rails à seulement deux pieds de distance nommé Voie étroite (Narrow Gauge), afin d'unir plusieurs villages près de Farmington comme Eustis,  Kingsfield, Madrid, et Rangeley. Plus tard cinq de ces chemins de fer desservaient des courtes zones dans le Maine.

## Personnalités liées à la ville
- Jacob Abbot, écrivain, y est mort en 1879.
- Janet Mills, gouverneure du Maine depuis 2019, y est née.
- Carolyn E. Reed (1950-2012), chirurgienne thoracique américaine, y est née.